# Klon polny
Klon polny, paklon (Acer campestre L.) – gatunek drzewa z rodziny mydleńcowatych (Sapindaceae). Występuje w południowej i środkowej Europie, na Kaukazie i w Azji Mniejszej. W Polsce rozpowszechniony na Pogórzu Karpackim, w dolinie Wisły, na Śląsku Górnym i Dolnym, w Wielkopolsce i Kujawach. Status gatunku na Pomorzu niepewny – prawdopodobnie jest tu tylko zawleczony, podobnie jak na pojedynczych stanowiskach w Polsce północno-wschodniej.

## Morfologia

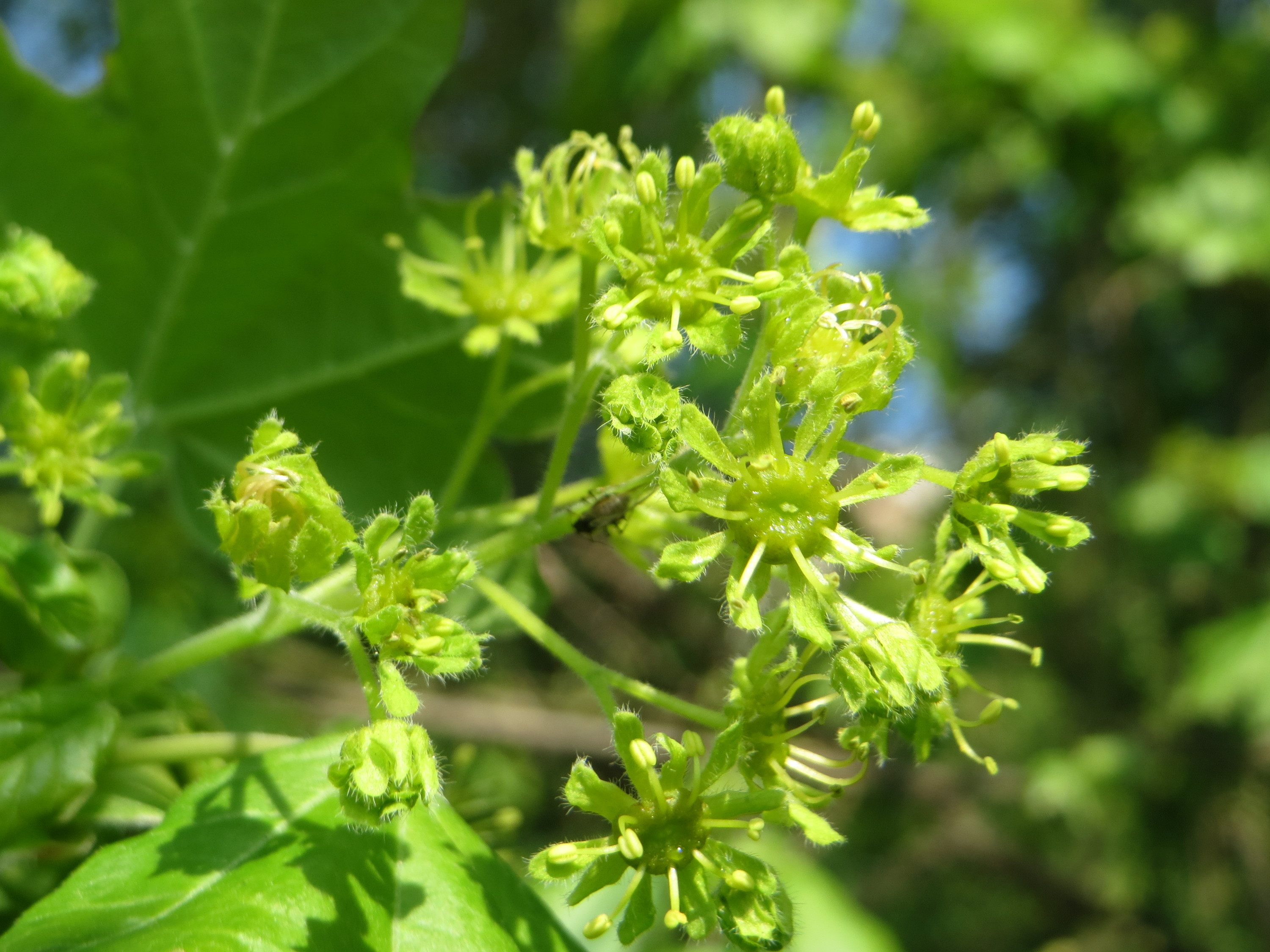
Kwiaty

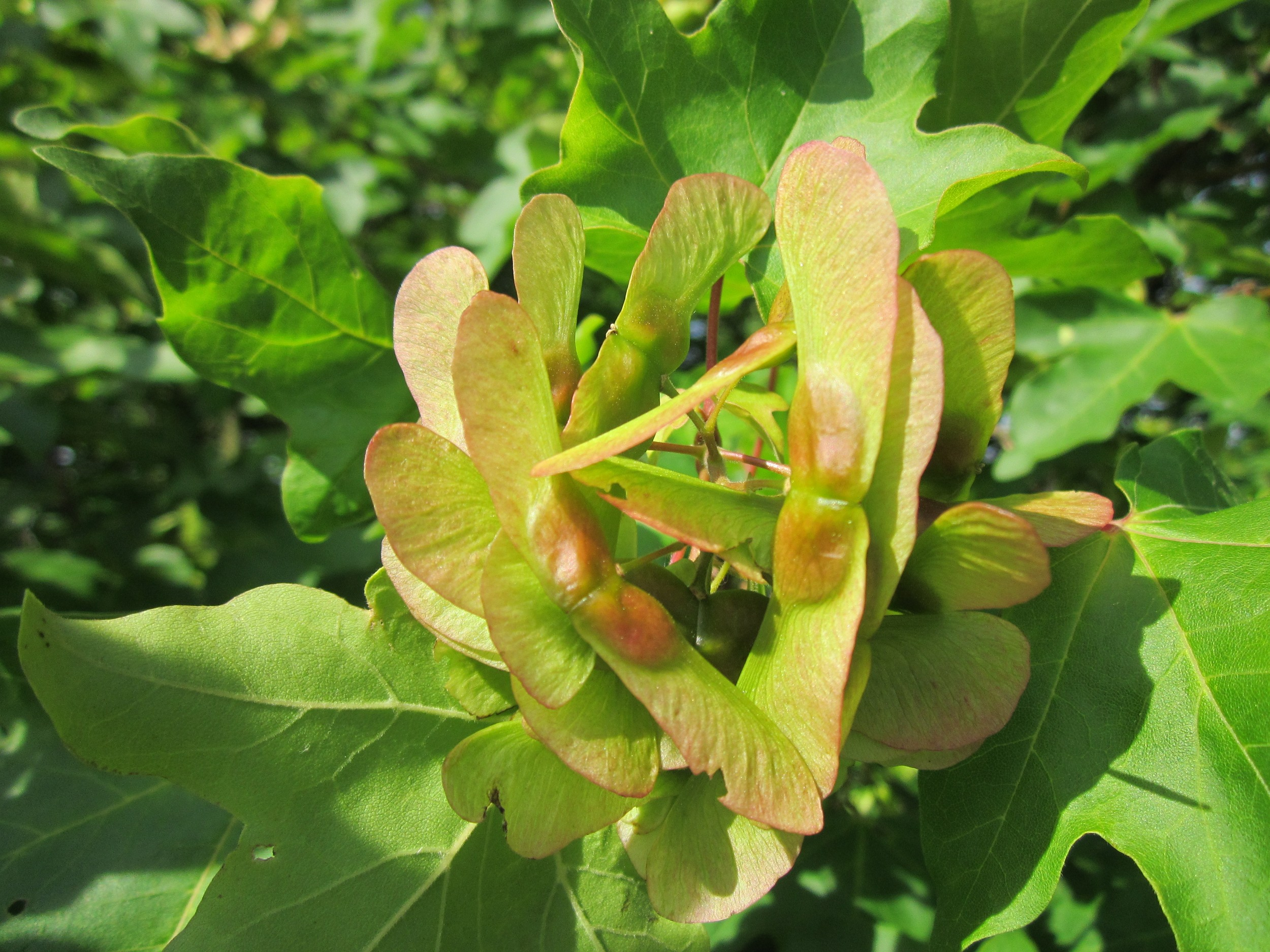
Owoce

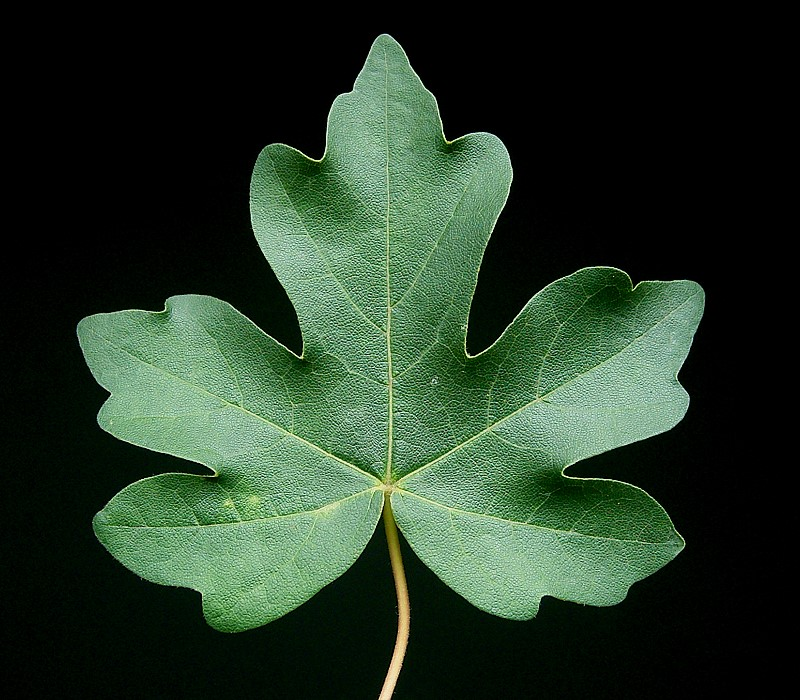
Kształt liścia

PokrójDrzewo wysokości 15 – 20 m. W mniej sprzyjających warunkach glebowych rośnie jako wielopniowy, duży krzew. Na żyznych glebach w lasach łęgowych przekracza 15 m wysokości. Na Kaukazie spotykane są osobniki osiągające wysokość 25 m. Posiada płytki system korzeniowy. Kora na starych pniach szarobrązowa, siatkowato, podłużnie spękana. Gałązki odmiany suberosa wykształcają charakterystyczne listwy korkowe.
LiścieNaprzeciwległe, zmienne (patrz ryciny), 3 – 5 klapowe, lekko karbowane lub zatokowo powycinane. Wierzch blaszki lekko lśniący, ciemnozielony, od spodu szarozielone, młode lekko owłosione, dojrzałe tylko w kątach nerwów. Ogonek 2 – 7 cm (w lecie z sokiem mlecznym), blaszka 5 – 8 cm długa i do 10 cm szeroka. Jesienią liście przebarwiają się na żółto.
KwiatyZebrane po ok. 10 w podbaldachy, barwy żółtozielonej. Zarówno kielich, jak i korona pięciokrotne, pręcików 8, słupek jeden. Zakwita w maju, razem z rozwojem liści lub tuż po ich rozwoju.
OwocBłoniasto uskrzydlony, często delikatnie owłosiony, spłaszczony orzech, nazywany skrzydlakiem. Młode połączone po dwa, ustawione względem siebie w linii prostej (pod kątem 180°). Dojrzewają w końcu września. Dojrzałe rozpadają się.

## Ekologia
Gatunek mało wymagający, odporny na trudne warunki (zapylenie i zanieczyszczenie powietrza), dobrze znosi suszę, odporny na choroby i szkodniki. Rośnie zarówno na stanowiskach słonecznych jak i zacienionych. W Polsce występuje znacznie rzadziej niż inne klony (klon pospolity i jawor). Rośnie na niżu i w niższych położeniach górskich (do ok. 700 m n.p.m.). Najczęściej jednak spotyka się go w zaroślach śródpolnych, na suchych, ciepłych zboczach, w lasach dębowych lub w zaroślach i czyżniach, złożonych z gatunków ciepłolubnych. Sadzony, rośnie na większości gleb, ale w naturze preferuje gleby świeże, przepuszczalne, o odczynie zasadowym. W fitosocjologii gatunek charakterystyczny dla Cl. Querco-Fagetea, Cl. Rhamno-Prunetea, wyróżniający dla SAll. Ulmenion oraz charakterystyczny i wyróżniający dla Ass. Galio-Carpinetum (regionalnie).

## Zastosowanie
- Roślina miododajna

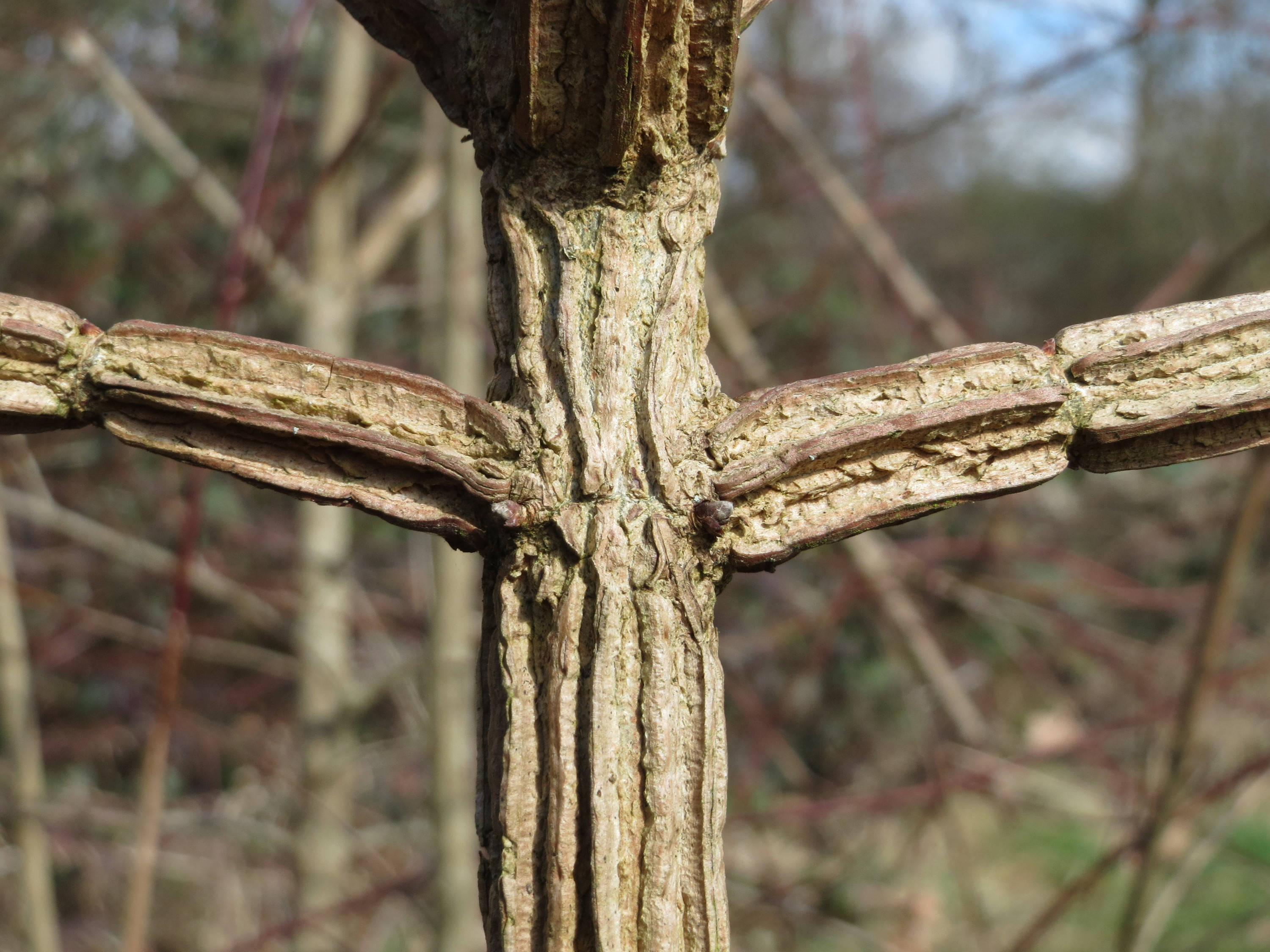
Korkowata kora na pędach odmiany suberosa

- Ze względu na wolny wzrost i tworzenie zwartych koron bardzo dobry gatunek do obsadzania wąskich ulic. Od wieków używany na formowane żywopłoty (podobnie jak lipa).
- Istnieją odmiany ozdobne o barwnych liściach, które uprawiane są jako rośliny ozdobne.
- Bardzo twarde, jasne drewno o ładnym rysunku słojów wykorzystuje się w stolarstwie, tokarstwie i na forniry.

## Ochrona

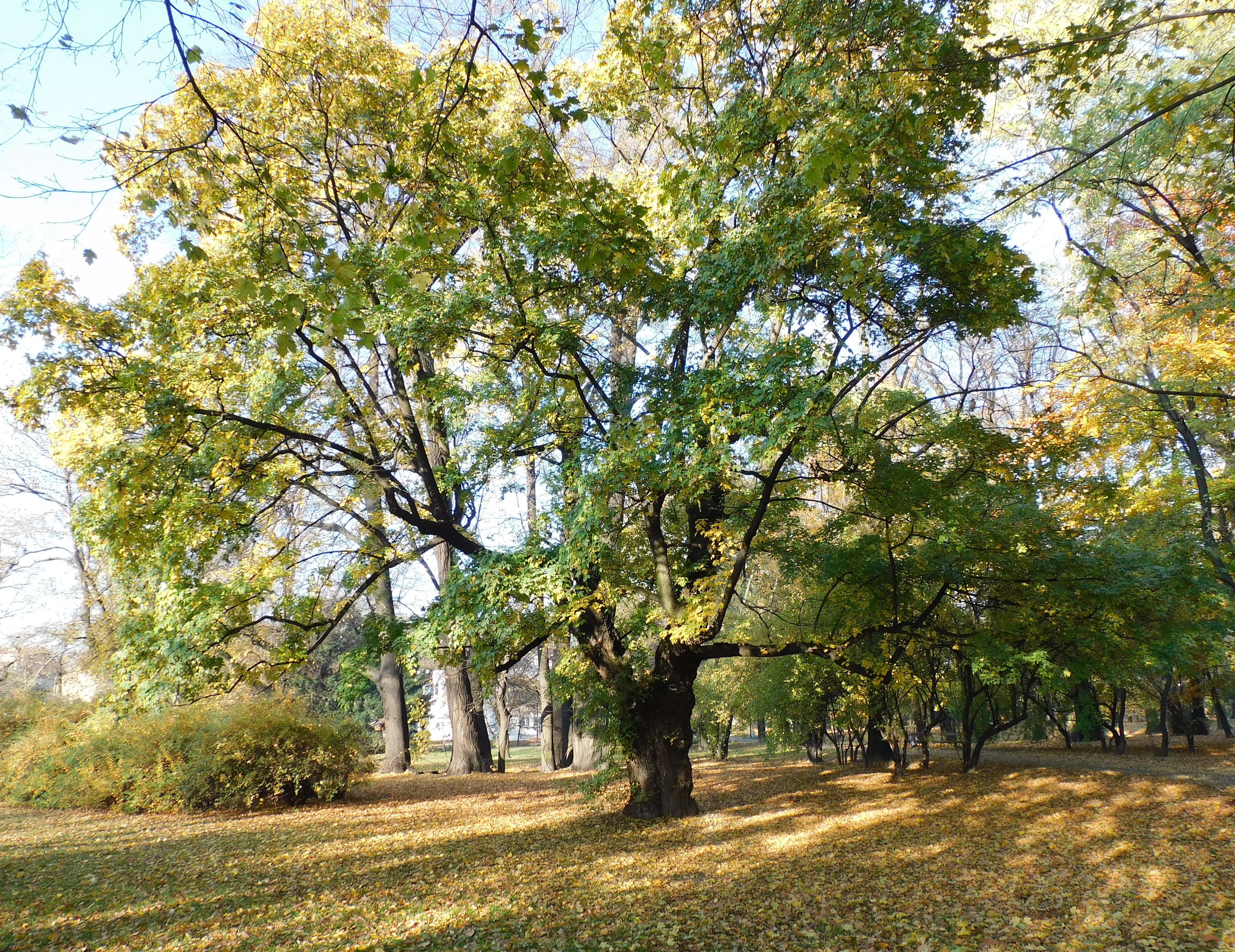
Pomnikowy klon polny w Warszawie

Okazałe drzewa w Polsce podlegają ochronie jako pomniki przyrody. Kryterium kwalifikującym do ochrony w przypadku tego gatunku jest rozmiar 150 cm obwodu na wysokości 130 cm. W Centralnym rejestrze form ochrony przyrody w maju 2022 znajdowało się 69 drzew tego gatunku chronionych jako pomniki przyrody.